# الحد الأقصى الموصى بأخذه من المشروبات الكحولية

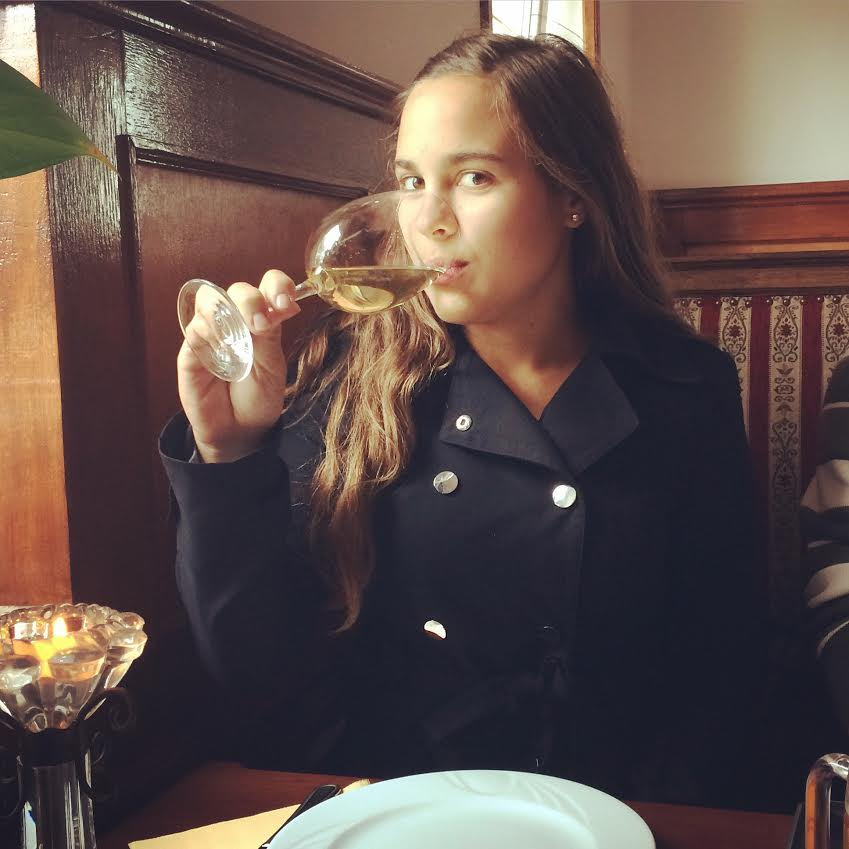

لايوجد اتفاق عالمي حول الحد الأقصى المسموح بأخذه أو (safe limits) من الكحول (المعروف أيضا باسم الأيثانول) . التوجيهات التي قدمتها وكالات الصحة من الحكومات متنوعة وهي كما موضح ادناه. ان هذه التوصيات للحد الأقصى الموصى به كمية متميزة من أي قيود قانونية مثل (القيادة بعد تناول الكحول) قد يتم تطبيقها في بعض البلدان . جمعية القلب الأمريكية توصي بأن الذين لا يستهلكون الكحول يجب عليهم عدم البدء بستهلا كها، وذلك بسبب الاثار السلبية لاستهلاك الكحول على المدى الطويل .

## التحذيرات
ان الكمية المحددة الموصة بها للاستهلاك اليومي أو الأسبوعي المنصوص عليها في القواعد الأرشادية تنطبق بشكل عام على متوسط البالغين الأصحاء في مختلف البلدان.ومع ذلك،تم تعيين العديد من الظروف التي يجب ان يكون فيها تناول الكحول أكثر تقيداً أوالقضاء عليها. قد تنص على ذلك، , من الاشياء أخرى، الأشخاص الذين لديهم امراض في الكبد أو الكلى أو غيرها من الأمراض المزمنة، خطر الأصابة بالسرطان، صغر حجم الجسم، الشباب أو الكبار في السن، والذين عانوا من مشاكل نفسية، اضطرابات النوم، الإدمان على الكحول أو المخدرات أو الذين يتناولون الأدوية التي قد تتفاعل مع الكحول، أو الذين عانوا أو تعافوا من مرض أو حادث، إذ تحث للنظر بالتشاورمع المهنيين الصحيين، واختلاف مستوى تناول الكحول عند الاشخاص يتضمن اما بالتخفيف أو بالامتناع عن تناولها. بالأضافة إلى ذلك، الكمية الأعلى المسموح بها لا تطبق على اؤلئك الذين يقومون بالأنشطة المختلفة مثل: تشغيل الألات اوالمركبات، اوالذين يقومون بالرياضات الخطرة أو اؤلئك المسوؤلين عن الأخرين

## الوحدات القياسية المشروبات
ان الإرشادات تعبر عن الكميات الموصى بها من الكحول النقي بشكل عام مقاسة بالغرام (غ) . بعض الأرشادات الأخرى تعبر عن تناول الحد الاقصى من الكحول ب units أو standard drinks . حجم المشروب القياسي يختلف بشكل كبير، كما في الالكيمة الاعلى الموصى بها ل لمشروبات لكل يوم أو اسبوع. المبالغ المسجلة لا تعنى كتوصيات لمقدار الكحول الذي يجب أن تحتوي عليها المشروب، بل تعطي ل مرجع مشترك يستطيع الأشخاص ان يستخدمه ا لقياس استهلاكاتهم، على الرغم من قد تتوافق مع حجم الحصة المعروفة في بلادهم أو لا تتوافق. 
ان المشروب معياري الوحيد في امريكيا الشمالية يتوافق مع نموذج 12 فلوريدا. اوقية. زجاجة من 5% من الكحول من حيث الحجم (ABV) البيرة، 5 فلوريدا. اوقية. من 12% ABV النبيذ أو 1.5 فلوريدا. اونصة. جرعة من 40% ABV الخمور. بسبب اختلاف الاحجام اوقية من امريكيا وكندا ولذلك، فإن الكمية الحقيقية من الكحول تختلف بشكل بسيط. وفي أوروبا حجم الشراب الأكثر استخدام ومعرفة هو 10 غرام من الكحول النقي، وهذا جعل نموذج 330 مل زجاجة من 4.8% ABV البيرة تتفق مع 1.2 من المشروبات أو 500 مل زجاجة 1.9 مشروبات; 100 مل من 11% النبيذ هو 0.9 المشروبات، جرعة 40 مل من مشروبات روحية 33% متساوية مع 1.0مشروب، اما في البلدان التي تستخدم 12غ، حصص 1.0و1.6 و0.7 و 0.9 المشروبات على التوالي. وقد اظهرت الدراسات أن اغلبية الناسيواجهون صعوبة في تحديد وفهم ما هو الشراب المعياري بالضبط ودائما نخفض كمية شرابهم. .
ان كمية الكحول النقي المذكور في الجدول بالجرام والملل. وذكر العدد للمشروبات القياسية الموجودة في 500 مل من البيرة بنسبة 5 ٪ ABV (مشروب نموذجي كبير من البيرة، مشابه ل نصف لتر أمريكي من 473 مل) للمقارنة. 
هذه المعالدلة يتم استخدامها لحساب كمية الكحول في أي مشروب:
{\displaystyle Pure\ alcohol\ mass=volume\ \times \ (alcohol\ by\ volume\ \times \ volumetric\ mass\ density)}
مثلا، 0.35 لتر من زجاجة البيرة مع ABV من 5.5 ٪ لديه 15.2 غراما من الكحول النقي. وكثافة الكحول النقي 789.24 غرام/لتر (20 درجة مئوية).
{\displaystyle 0.35\ l\times \ (0.055\ \times \ 789.24\ g/l)\approx 15.2g}

## الرجال
معيار شرب حجم معين بين قوسين.

### الحد الأقصى اليومي المشروبات (لا الأسبوعية الحدود الموصى بها)
- أستراليا: 2/يوم; 14/الأسبوع (@10 ز = 20 جم/يوم، 140 غ/أسبوع) (المبادئ التوجيهية الجديدة التي اعتمدت في 6 آذار / مارس 2009.)
- النمسا: 24 ز
- كندا: 3 معيار المشروبات يوميا.
- جمهورية التشيك: 24 ز
- ألمانيا: 24 غ/يوم
- هونغ كونغ: 2/يوم (20 غرام)
- إيطاليا: 40 غرام (30 غرام للمسنين)
- اليابان: 1-2 (@19.75 ز = 19.75–39.5 ز)
- هولندا: 10 غ (0غ مستحسن)
- البرتغال: 37 غ
- إسبانيا: 3 (@10 ز = 30 ز) يشير أيضا إلى الحد الأقصى لا يزيد عن مرتين هذا في أي مناسبة.
- السويد: 20 غ
- سويسرا: 3 (@10غ =30غ) للرجال و 2 (@10غ =20غ) للنساء.

وللهذا، فإن هذه البلدان وضعت حدود موصى بها للرجال في مجموعة 20-40 غرام في اليوم الواحد.

### اليومية/الأسبوعية الأقصى المشروبات
هذه البلدان توصي بالحد الأسبوعي، ولكن التناول في يوم معين قد تكون أعلى من السابعة واحد من مبلغ أسبوعي.
- كندا: الأساس المعياري شرب من 13.6 غ، ولايزيد عن: 3 (40.8 غ)/يوم اغلب الأيام، 15 (204 غ )/اسبوع أو 4 (54.4غ) في أي مناسبة واحدة.
- نيوزيلندا: اعتمادا إلى معيارالشرب من 10غ، لتجنب المخاطر الصحية طويلة الأمد، لا تزيد عن: 3 (30 غرام)/يوم; 15 (150 غرام)/اسبوع. على الأ قل يومين خاليين من شرب من الكحول لكل أسبوع لتقليل من خطر الإصابة لكل مناسبة: ولاتزيد أكثر من 5 المشروبات القياسية (50 غرام) في أي مناسبة واحدة.
- الولايات المتحدة الأمريكية: يصل إلى 4 وحدات/يوم (56 غ/يوم)(2.4 فلوريدا.  أوقية./اليوم), لا يتجاوز 14 وحدة/الأسبوع (196 غ/أسبوع)(8.4 فلوريدا.  أوقية./ اسبوع)

وللهذا، فإن هذه البلدان وضعت حدود موصى بها للرجال في نطاق بين 27.2-32غ من الإيثانول لكل يوم و 168-210 غ من الإيثانوللكل اسبوع.

### أسبوعيا كحد أقصى المشروبات
- الدنمارك: انخفاض خطر المرض: أقل من 168 غرام؛ مخاطر عالية من المرض: أكثر من 252 غ.
- فنلندا: 150 وحدة (@11 غ = 165 غرام/أسبوع)
- أيرلندا: 170 وحدة (@10 غ = 170 غ /أسبوع)
- المملكة المتحدة: 14 وحدة (@8 غ=112 غ/أسبوع)

## االنساء الذين لا هم الحوامل ولا يقومون بالرضاعة الطبيعية
المرأة التي تجرب ان تصبح حامل يجب الننظر للإرشادات المخصصة بالنساء الحوامل الواردة في القسم التالي.

### الحد الأقصى اليومي المشروبات (لا الأسبوعية الحدود الموصى بها)
- أستراليا: 2/يوم; 14/الأسبوع (@10 غ = 20 غ/يوم، 140 غ/أسبوع)[1]
- النمسا: 16 غ
- جمهورية التشيك: 16 غ
- ألمانيا: 12 غ/يوم
- هونغ كونغ: 1/يوم (10 غرام)
- إيطاليا: 30 غرام (25 غ كبار السن من النساء)
- هولندا: 2 (@9.9 غرام = 19.8 غ)
- البرتغال: 18.5 غ
- إسبانيا: 2 (@10 غ = 20 غ) يشير أيضا إلى الحد الأقصى لا يزيد عن مرتين هذا في أي مناسبة.
- السويد: 10غ
- سويسرا: 2 (@10-12 غ = 20-24 غ)

وللهذا، فإن هذه البلدان توصي الحدود للنساء في نطاق 10-30 غرام في اليوم الواحد.

### أسبوعيا كحد أقصى المشروبات
ان هذه البلدان توصي بالحد الأسبوعي، ولكن التناول في يوم معين قد يكون أعلى من واحد وسبعين من مبلغ أسبوعي.
- كندا: على أساس معياري شرب من 13.6 غ، أي أكثر من: 2 (27.2 ) غ/اليوم معظم أيام، 10 (136 غ)/الأسبوع أو 3 (40.8غ) في أي مناسبة واحدة.
- نيوزيلندا: استنادا إلى معيار شرب من 10غ، للحد من المخاطر الصحية طويلة الأمد، أي لا يزيد عن: 2 (20 غرام)/يوم; 10 (100 غرام)/الأسبوع. اثنين على الأقل من أيام الاسبوع خالية من الكحول للحد من خطر الإصابة في مناسبة: لا يزيد عن 4 القياسية المشروبات (40 غرام) على أي مناسبة واحدة
- الولايات المتحدة الأمريكية: 1/يوم; 7/الأسبوع (@14غ = 14 غ/يوم، 98 /أسبوع)

ولذلك، ان هذه البلدان توصي بحدود للنساء في نطاق 14-27.2 غرام في اليوم الواحد و 98-140 غرام في الأسبوع.
- الدنمارك: انخفاض خطر المرض: أقل من 84 غرام؛ مخاطر عالية من المرض: أكثر من 168 غرام.
- فنلندا: 10 وحدات (@11 غ = 110 غ/أسبوع)
- أيرلندا: 14 وحدة (@10 غ = 140 غ/أسبوع)
- المملكة المتحدة: 14 وحدة (@8 غ = 112 غ/أسبوع)

## النساء الحوامل
اإن الإسراف في شرب الكحول اثناء فترة الحمل هو السبب في متلازمة الكحول الجنينية (أن: متلازمة الكحول الأجنة), ولا سيما في أول ثمانية إلى اثني عشر أسبوعا من الحمل. وولهذا السبب فإن النساء الحوامل تتلقى مشورة خاصة. غير المعروف ما إذا كان هناك كمية محددة من استهلاك الكحول كحد ادنى، على الرغم من أن كميات قليلة من الشرب غير معروف إذا كانت مضرة. كما قد تكون هناك بعض أسابيع بين الحمل والتأكد من الحمل، فإن معظم البلدان وصي بأن المرأة التي تحاول أن تصبح حاملا يجب أن تتبع الإرشادات للنساء الحوامل.
- أستراليا: الامتناع التام أثناء الحمل وإذا كنت تخطط للحمل.
- كندا: "لا تشرب إذا كنت حاملاً أو تخططين للحمل.
- فرنسا: الامتناع التام
- أيسلندا: ينصح أن تمتنع النساء الحوامل عن الكحول أثناء الحمل لأنه لا يوجد مستوى استهلاك آمن.
- إسرائيل: يجب على النساء تجنب تناول الكحول قبل الحمل وأثناءه.
- هولندا: الامتناع
- نيوزيلندا: «يجب على النساء الحوامل أو اللواتي يخططن للحمل تجنب شرب الكحول».
- النرويج: الامتناع عن ممارسة الجنس
- المملكة المتحدة: في السابق، كانت نصيحة الحكومة البريطانية هي تجنب الكحول في الأشهر الثلاثة الأولى من الحمل. تنص إرشادات نيس (2007) على أنه «إذا كنت حاملاً أو تخططين للحمل، يجب عليك محاولة تجنب الكحول تمامًا في الأشهر الثلاثة الأولى من الحمل لأنه قد يكون هناك خطر متزايد للإجهاض. إذا اخترت أن تشرب أثناء الحمل، فيجب ألا تشرب أكثر من وحدة أو وحدتين من الكحول في المملكة المتحدة مرة أو مرتين في الأسبوع. هناك عدم يقين بشأن كمية الكحول الآمنة للشرب في الحمل، ولكن في هذا المستوى المنخفض لا يوجد دليل على أي ضرر للطفل الذي لم يولد بعد. لا يجوز لك أن تشرب أو تشرب الشراب (شرب أكثر من 7.5 وحدة كحول بريطانية في مناسبة واحدة) أثناء الحمل لأن هذا يمكن أن يضر بجنينك.» ومع ذلك، فإن مسودة المبادئ التوجيهية لوزارة الصحة البريطانية، الصادرة في يناير 2016، تنصح الآن بتجنب الكحول تمامًا إذا كنت حاملاً أو تخططين للحمل.
- الولايات المتحدة: الامتناع التام اثناء الحمل والتخطيط للحمل.

باختصار، كل البلدان المذكورة في الأعلى توصي الآن أن على المرأة الامتناع عن استهلاك الكحول إذا كانت حاملا أو يحتمل أن تصبح حاملا.

## النساء المرضعات
«يمكن للكحول ان يعبر بكميات صغيرة للطفل من حليب الثدي. رائحة الحليب تختلف بالنسبة للرضيع وقد تؤثر على الرضاعة أو النوم أو الهضم للطفل. أفضل نصيحة هي تجنب الشرب قبل وقت قصير من إطعام الطفل». «يمنع الكحول خذل الأم (خروج الحليب إلى الحلمة). وأظهرت الدراسات أن الأطفال يتناولون حليبًا أقل بنسبة 20٪ في حالة وجود الكحول، لذلك سيحتاجون إلى إطعامهم كثيرًا - بالرغم من أنه من المعروف أن الأطفال يدخلون في فترة» إضراب التمريض«، ربما بسبب تغير طعم الحليب». «هناك القليل من الدلائل البحثية المتوفرة حول تأثير [الكحول في حليب الثدي] على الطفل، بالرغم من أن المهنين يذكرون أنه، حتى لو مستويات الشرب منخفضة نسبيًا، قد يقلل من كمية الحليب المتاحة ويسبب التهيج وسوء التغذية واضطراب النوم عند الرضيع. وبالنظر إلى هذه المخاوف، يُنصح باتباع نهج حريص». 
- أستراليا: نصح بالامتناع التام
- آيسلندا: ينصح بالامتناع التام لعدم وجود مستوى آمن للاستهلاك.
- نيوزيلندا: يوصى بالامتناع، خاصة في الشهر الأول من الرضاعة الطبيعية حتى يمكن تحديد أنماط سليمة للرضاعة الطبيعية.
- المملكة المتحدة: الامتناع التام بنصح البعض، مثل الكلية الملكية للقابلات؛ ينصح آخرون بقصر الكحول على الاستخدام العرضي بكميات صغيرة لا تتجاوز الحد الأقصى الموصى به للمرأة غير المرضعة حيث من المعروف أن ذلك يسبب الضرر، وأن يتم تجنب الشرب اليومي أو الإفراط في الشرب.

## القصر
لدى البلاد توصيات مختلفة لها علاقة بإعطاء الكحول للقصر من قبل البالغين. 
- المملكة المتحدة: لا يجب أبدًا إعطاء الأطفال الذين تقل أعمارهم عن 15 عامًا الكحول، حتى بكميات صغيرة. لا يجب إعطاء الأطفال الذين تتراوح أعمارهم بين 15 و 17 عامًا الكحول في أكثر من يوم واحد في الأسبوع - وبعد ذلك فقط تحت إشراف مقدمي الرعاية أو الآباء.